# Atletismo nos Jogos Olímpicos de Verão de 2016 - Salto com vara feminino

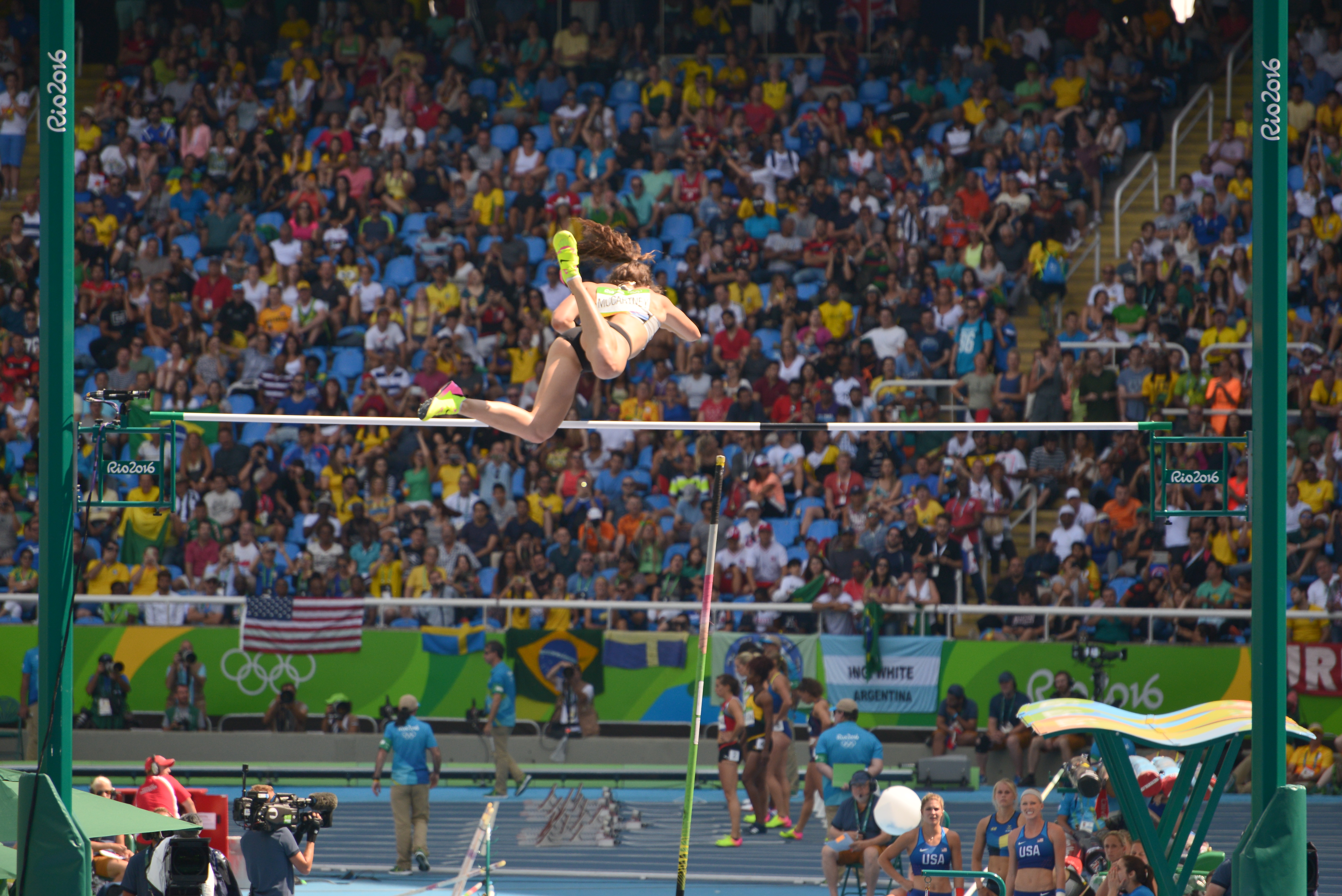
A medalhista de bronze Eliza McCartney na execução de um dos saltos.

A competição do salto com vara feminino do atletismo nos Jogos Olímpicos de Verão de 2016 aconteceu entre os dias 16 e 19 de agosto no Estádio Olímpico.

## Calendário
Horário local (UTC-3).
| Data                        | Horário | Fase          |
| --------------------------- | ------- | ------------- |
| Terça, 16 de agosto de 2016 | 9:45    | Eliminatórias |
| Sexta, 19 de agosto de 2016 | 20:30   | Final         |

## Medalhistas
| Ouro   | GRE Ekaterini Stefanidi |
| Prata  | USA Sandi Morris        |
| Bronze | NZL Eliza McCartney     |

## Recordes
Antes desta competição, os recordes mundiais e olímpicos da prova eram os seguintes:
| Tipo | Atleta            | Marca  | Local   | Data                 |
| ---- | ----------------- | ------ | ------- | -------------------- |
|      | Yelena Isinbayeva | 5,06 m | Zurique | 28 de agosto de 2009 |
|      | Yelena Isinbayeva | 5,05 m | Pequim  | 18 de agosto de 2008 |

## Resultados

### Eliminatórias
Qualificação: 4,60m (Q) ou os 12 melhores qualificados (q) avançam para as finais.
| Pos. | Grupo | Atleta                 | CON                 | 4.15 | 4.30 | 4.45 | 4.55 | 4.60 | Resultado | Notas |
| ---- | ----- | ---------------------- | ------------------- | ---- | ---- | ---- | ---- | ---- | --------- | ----- |
| 1    | A     | Ekaterini Stefanidi    | GRE Grécia          | –    | –    | –    | –    | o    | 4.60      | Q     |
| 2    | A     | Holly Bradshaw         | GBR Grã-Bretanha    | –    | –    | o    | xo   | o    | 4.60      | Q     |
| 2    | A     | Lisa Ryzih             | GER Alemanha        | –    | –    | –    | xo   | o    | 4.60      | Q     |
| 2    | B     | Jennifer Suhr          | USA Estados Unidos  | –    | –    | –    | xo   | o    | 4.60      | Q     |
| 5    | A     | Eliza McCartney        | NZL Nova Zelândia   | –    | –    | xxo  | xo   | o    | 4.60      | Q     |
| 5    | B     | Yarisley Silva         | CUB Cuba            | –    | –    | xo   | xxo  | o    | 4.60      | Q     |
| 7    | B     | Martina Strutz         | GER Alemanha        | –    | o    | xo   | o    | xo   | 4.60      | Q     |
| 8    | A     | Kelsie Ahbe            | CAN Canadá          | –    | o    | o    | o    | –    | 4.55      | q     |
| 8    | A     | Alana Boyd             | AUS Austrália       | –    | –    | o    | o    | –    | 4.55      | q     |
| 8    | B     | Nicole Büchler         | SUI Suíça           | –    | –    | o    | o    | –    | 4.55      | q     |
| 8    | A     | Sandi Morris           | USA Estados Unidos  | –    | –    | o    | o    | –    | 4.55      | q     |
| 8    | B     | Tina Šutej             | SLO Eslovênia       | o    | o    | o    | o    | –    | 4.55      | q     |
| 13   | B     | Minna Nikkanen         | FIN Finlândia       | –    | o    | xo   | o    | xxx  | 4.55      |       |
| 14   | B     | Angelica Bengtsson     | SWE Suécia          | o    | o    | o    | xo   | xxx  | 4.55      |       |
| 14   | A     | Maryna Kylypko         | UKR Ucrânia         | o    | o    | o    | xo   | xxx  | 4.55      |       |
| 16   | B     | Li Ling                | CHN China           | –    | o    | xo   | xo   | xxx  | 4.55      |       |
| 17   | A     | Michaela Meijer        | SWE Suécia          | –    | o    | o    | xxx  |      | 4.45      |       |
| 17   | B     | Alysha Newman          | CAN Canadá          | –    | o    | o    | xxx  |      | 4.45      |       |
| 19   | A     | Jiřina Ptáčníková      | CZE República Checa | –    | o    | xo   | xxx  |      | 4.45      |       |
| 19   | A     | Lexi Weeks             | USA Estados Unidos  | –    | o    | xo   | xxx  |      | 4.45      |       |
| 21   | B     | Sonia Malavisi         | ITA Itália          | o    | o    | xxo  | xxx  |      | 4.45      |       |
| 21   | B     | Annika Roloff          | GER Alemanha        | –    | o    | xxo  | xxx  |      | 4.45      |       |
| 23   | A     | Angelica Moser         | SUI Suíça           | xo   | xxo  | xxo  | xxx  |      | 4.45      |       |
| 24   | B     | Romana Maláčová        | CZE República Checa | o    | o    | xxx  |      |      | 4.30      |       |
| 24   | A     | Wilma Murto            | FIN Finlândia       | –    | o    | xxx  |      |      | 4.30      |       |
| 24   | B     | Marta Onofre           | POR Portugal        | o    | o    | xxx  |      |      | 4.30      |       |
| 27   | B     | Tori Pena              | IRL Irlanda         | o    | xo   | xxx  |      |      | 4.30      |       |
| 28   | A     | Vanessa Boslak         | FRA França          | o    | xxo  | xxx  |      |      | 4.30      |       |
| 29   | A     | Joana Costa            | BRA Brasil          | o    | xxx  |      |      |      | 4.15      |       |
| 29   | B     | Anicka Newell          | CAN Canadá          | o    | xxx  |      |      |      | 4.15      |       |
| 29   | B     | Diamara Planell        | PUR Porto Rico      | o    | xxx  |      |      |      | 4.15      |       |
| 29   | A     | Femke Pluim            | NED Países Baixos   | o    | xxx  |      |      |      | 4.15      |       |
| 29   | A     | Maria Leonor Tavares   | POR Portugal        | o    | xxx  |      |      |      | 4.15      |       |
| 34   | B     | Iryna Yakaltsevich     | BLR Bielorrússia    | xxo  | xxx  |      |      |      | 4.15      |       |
| –    | B     | Fabiana Murer          | BRA Brasil          | –    | –    | –    | xxx  |      | NM        |       |
| –    | A     | Ren Mengqian           | CHN China           | xxx  |      |      |      |      | NM        |       |
| –    | B     | Nikoleta Kyriakopoulou | GRE Grécia          |      |      |      |      |      | DNS       |       |
| –    | A     | Robeilys Peinado       | VEN Venezuela       |      |      |      |      |      | DNS       |       |

### Final
| Pos.              | Atleta              | CON                | 4.35 | 4.50 | 4.60 | 4.70 | 4.80 | 4.85 | 4.90 | Resultado | Notas                |
| ----------------- | ------------------- | ------------------ | ---- | ---- | ---- | ---- | ---- | ---- | ---- | --------- | -------------------- |
| Medalha de ouro   | Ekaterini Stefanidi | GRE Grécia         | –    | –    | o    | o    | xo   | xo   | xxx  | 4.85      |                      |
| Medalha de prata  | Sandi Morris        | USA Estados Unidos | –    | o    | o    | xo   | xo   | xo   | xxx  | 4.85      |                      |
| Medalha de bronze | Eliza McCartney     | NZL Nova Zelândia  | –    | o    | o    | o    | o    | xxx  |      | 4.80      | =                    |
| 4                 | Alana Boyd          | AUS Austrália      | –    | o    | o    | xxo  | xo   | xxx  |      | 4.80      |                      |
| 5                 | Holly Bradshaw      | GBR Grã-Bretanha   | –    | o    | xo   | o    | xxx  |      |      | 4.70      | Recorde da temporada |
| 6                 | Nicole Büchler      | SUI Suíça          | –    | o    | xxo  | o    | x–   | xx   |      | 4.70      |                      |
| 7                 | Jennifer Suhr       | USA Estados Unidos | –    | –    | xo   | xxx  |      |      |      | 4.60      |                      |
| 7                 | Yarisley Silva      | CUB Cuba           | –    | o    | xo   | xxx  |      |      |      | 4.60      |                      |
| 9                 | Martina Strutz      | GER Alemanha       | o    | o    | xxo  | xxx  |      |      |      | 4.60      |                      |
| 10                | Lisa Ryzih          | GER Alemanha       | –    | o    | –    | xxx  |      |      |      | 4.50      |                      |
| 11                | Tina Šutej          | SLO Eslovênia      | o    | xo   | xxx  |      |      |      |      | 4.50      |                      |
| 12                | Kelsie Ahbe         | CAN Canadá         | xxo  | xxo  | xxx  |      |      |      |      | 4.50      |                      |

Legenda
| Recorde mundial      | Recorde mundial (World record)               |                       | Recorde africano                      | Recorde africano (African) |                                           | Q | Classificado por posição (Qualified) |
| Recorde olímpico     | Recorde olímpico (Olympic record)            | Recorde da América    | Recorde da América (Americas)         | q                          | Classificado por melhor tempo (Qualified) |   |                                      |
| Melhor marca do ano  | Melhor marca do ano (World leading)          | Recorde asiático      | Recorde asiático (Asian)              | DNS                        | Não largou (Did not start)                |   |                                      |
| Recorde nacional     | Recorde nacional (National record)           | Recorde europeu       | Recorde europeu (European)            | DNF                        | Não terminou (Did not finish)             |   |                                      |
| Recorde pessoal      | Recorde pessoal do atleta (Personal best)    | Recorde da Oceania    | Recorde da Oceania (Oceania)          | DSQ / DQ                   | Desclassificado (Disqualified)            |   |                                      |
| Recorde da temporada | Recorde da temporada do atleta (Season best) | Recorde sul-americano | Recorde sul-americano (South America) | NM                         | Sem marca (No mark)                       |   |                                      |